# جین یامانوی
جین یامانوی (انگلیسی: Jin Yamanoi; ۱۶ نوامبر ۱۹۶۲ – ) صداپیشه اهل ژاپن بود. وی از سال ۱۹۹۳ میلادی تاکنون مشغول فعالیت بوده‌است.